# أولاتز جاراميندي
أولاتز جاراميندي (مواليد 1968) سياسية إسبانية منتسبة إلى حزب الباسك الوطني. اعتبارًا من 8 سبتمبر 2020 كانت تشغل منصب وزيرة الحكم العام والحكم الذاتي في حكومة أوركولو الثالثة بقيادة إينيغو أوركولو.

## الحياة المهنية
ولدت في إيا بسكاي عام 1968. وهي حاصلة على إجازة في القانون من جامعة ديوستو وتخرجت عام 1991. وفي عام 2010 حصلت على دبلوم في العقود الإدارية من نفس الجامعة.
هي موظفة حكومية في حكومة الباسك. عملت كمستشارة قانونية لحكومة الباسك من 1993 إلى 2006. في عام 2006 أصبحت رئيسة قسم الاستشارات القانونية في وزارة الثقافة في حكومة الباسك، وهو مكتب شغله لمدة ثلاث سنوات حتى عام 2009. من 2009 إلى 2012 كانت المدير المساعد للهياكل الأساسية والتوظيف في جامعة إقليم الباسك.
في عام 2012 تم تعيينها نائبة وزير الإدارة والخدمات في وزارة التعليم وسياسة اللغة والثقافة في حكومة الباسك، تحت إشراف الوزيرة كريستينا أوريارتي. كانت نائبة وزير لمدة 8 سنوات حتى عام 2020. وفي ولايتها الثانية كنائبة للوزير (2016-2020) تم تغيير وزارة أوريارت إلى وزارة التربية والتعليم. كانت ممثلة الوزارة والمفاوضة في المحادثات مع نقابات التعليم.
بعد انتخابات إقليم الباسك لعام 2020 تم تعيين جارامندي وزيرًا للحكم العام والحكم الذاتي في حكومة أوركولو الثالثة بقيادة إينيغو أوركولو. تم تكليفها بالتفاوض بشأن تنفيذ قانون الباسك الأساسي للحكم الذاتي مع حكومة إسبانيا.